# Double Eleven
Double Eleven est un studio anglais de développement de jeu vidéo fondé en 2009 par d'anciens développeurs de chez Rockstar Games, comptant désormais plus de 300 employés, il est basé à Middlesbrough en Angleterre et possède une antenne en Malaisie.

## Jeux développés
| Titre                               | Année de sortie | Plate(s)-forme(s)                                |
| ----------------------------------- | --------------- | ------------------------------------------------ |
| LittleBigPlanet                     | 2012            | PlayStation Vita                                 |
| Limbo                               | 2013            | PlayStation Vita                                 |
| PixelJunk Monsters Ultimate         | 2013            | PlayStation Vita, Windows, Mac, Linux            |
| PixelJunk Shooter                   | 2013            | Windows, Mac OS X, Linux                         |
| PixelJunk Shooter Ultimate          | 2014            | PlayStation 4, PlayStation Vita                  |
| Frozen Synapse Prime                | 2014            | Windows, PlayStation Vita, PlayStation 3         |
| Limbo                               | 2014            | Xbox One, PlayStation 4                          |
| Nom Nom Galaxy                      | 2015            | PlayStation 4                                    |
| Goat Simulator                      | 2015            | Xbox One, Xbox 360, PlayStation 4, PlayStation 3 |
| Goat Simulator: MMOre GoatZ Edition | 2015            | Xbox One, Xbox 360                               |
| Frozen Synapse Prime                | 2015            | Android, iOS                                     |
| PixelJunk Shooter Ultimate          | 2015            | Windows                                          |
| PixelJunk Monsters                  | 2016            | Wii U                                            |
| Prison Architect                    | 2016            | PlayStation 4, Xbox One, Xbox 360                |
| Minecraft: Dungeons                 | 2020            | PlayStation 4, Xbox One, Nintendo Switch         |
| Red Dead Redemption                 | 2023-2024       | Nintendo Switch, PlayStation 4, Windows          |
| Prison Architect 2                  | 2024            | Windows, PlayStation 5, Xbox Series              |